# Eugen Bönsch
Eugen Bönsch, avstro-ogrski podčastnik, vojaški pilot in letalski as, * 1. maj 1897, Gross-Aupa, Bohemija, † 24. julij 1951, Ehrwald, Avstrija.
Vodnik Bönsch je v svoji vojaški službi dosegel 16 zračnih zmag.

## Življenjepis
Med prvo svetovno vojno je bil pripadnik Flik 51J.

## Odlikovanja
- zlata medalje za hrabrost (3x)